# Бакланово (селище, Кічменгсько-Городецький район)
Бакла́ново (рос. Бакланово) — селище у складі Кічменгсько-Городецького району Вологодської області, Росія. Входить до складу Городецького сільського поселення.

## Населення
Населення — 15 осіб (2010; 59 у 2002).
Національний склад (станом на 2002 рік):
- росіяни — 100 %